# パッション・レッド
パッション・レッド（Passion Red）は、女子プロレスラーによるユニットである。

## 沿革
2008年4月24日、ともにCHICK FIGHTS SUNから独立した高橋奈苗、夏樹☆たいようの両名に、SUNで現役復帰した華名が合流して「パッション・レッド」を結成。NEO女子プロレスを中心に活動し、NEO正規軍およびレボルシオン・アマンドラとの三軍抗争を展開した。
12月7日、NEO所属で引退を控えていた元気美佐恵（高橋・夏樹の全女における先輩）が1日限定で加わった。
2009年1月10日、板橋グリーンホールにて、パッション・レッドとして初となる自主興行「1 PASSION」を開催。
5月2日、2回目の自主興行「2 PASSION」を開催。メインイベントで高橋がさくらえみを相手にNWA女子パシフィック王座&NEO認定シングル王座3度目防衛戦を行うが、王座喪失。
9月23日、3回目の自主興行「3 PASSION」を開催（当初はMAKEHEN興行を予定していたが、代表の不祥事に伴う活動休止のため代替として開催）。新メンバーオーディションとして植松寿絵、堀田祐美子、Ray、紫雷イオによる4WAYマッチが行われ、堀田（パッションホッティー）とRay（パッションRay）が加わった。以降は対JWPに軸足を置くことに。
2010年1月23日のNEO新木場大会をもって華名が離脱。
3月7日、ジャングル・ジャック21自主興行にて対抗戦を行い勝利。
3月19日、4回目の自主興行「4 PASSION 〜前後裁断〜」を新木場1stRINGで開催。当時高橋とタッグベルトを保持していたしもうま和美を新メンバーに迎えるとともに、同月いっぱいで引退する風香を1日限定で加入させた。また、この興行でRayが師匠であるさくらと一騎討ちを行い休業に入る。
5月21日のアマンドラ自主興行では栗原あゆみが1日限定で加わり、アマンドラと6人タッグで対戦。この興行を以って引退する江本敦子から高橋がエビ固めで勝利を奪う。
11月27日、5回目の自主興行「5 PASSION 〜川崎一所懸命〜」を夏樹の地元川崎のラゾーナ川崎プラザソルで開催（しもうま所属のアイスリボンとの昼夜開催）。しもうまにとって最後のパッション・レッド興行となった。
しもうまの引退興行となる12月26日のアイスリボンにてメインイベントでアイスリボン軍との6人タッグを行う。
2011年、高橋・夏樹は新団体「スターダム」の旗揚げに参加し、残るホッティーは別の新団体「REINA女子プロレス」旗揚げに加わることになり事実上活動休止となった。しかし、4月16日にさいたまスーパーアリーナで高橋&夏樹 vs 堀田&植松戦が実現した。
2012年12月31日、アイスリボン後楽園大会でパッション・レッドタッグが復活し、マッスルビーナス（藤本つかさ&志田光）と対戦した（同大会では堀田もしもうまと同期だった星ハム子とシングル）。
2013年3月にはスターダムでも復活。
2014年に夏樹の引退表明を受け、5月24日に新木場で最後のパッション・レッド興行を開催、ホッティーはもちろんのこと、元メンバーのRayも参戦、しもうまの来場も発表された。また、夏樹の憧れであった中西百重もエキシビションに登場。
6月1日のスターダム後楽園大会にて夏樹が引退試合として高橋と一騎討ちを行い、正式解散。

## 最終メンバー
- 高橋奈苗（スターダム）
- 夏樹☆たいよう（スターダム）
- パッションホッティー（ディアナ）

## 過去のメンバー
- 華名 - 2010年1月23日離脱
- パッションRay（エスオベーション） - 2010年3月より休業
- しもうま和美（アイスリボン） - 2010年12月26日引退

## 限定メンバー
- 元気美佐恵（NEO） - 2008年12月7日の1日のみ
- 風香 - 2010年3月19日の1日のみ
- 栗原あゆみ - 2010年5月21日の1日のみ

## パッション・レッドとして獲得したタイトル
- 第11代NEO認定タッグ王座（高橋&華名）
- 第9代インターナショナル・リボンタッグ王座（高橋&しもうま）

## 自主興行
- 1 PASSION / 2009年1月10日 / 東京・板橋グリーンホール / 観客数：

参加選手
高橋奈苗、夏樹☆たいよう、華名、堀田祐美子、植松寿絵、紫雷イオ、風香、松本浩代、Ray、中島安里紗、さくらえみ、里村明衣子、水波綾、DASH・チサコ
- 2 PASSION / 2009年5月2日 / 東京・板橋グリーンホール / 観客数：

参加選手
高橋奈苗、夏樹☆たいよう、華名、堀田祐美子、植松寿絵、栗原あゆみ、紫雷イオ、及川千尋、春山香代子、松尾永遠、さくらえみ、しもうま和美、里村明衣子、DASH・チサコ、仙台幸子
- 3 PASSION / 2009年9月23日 / 東京・板橋グリーンホール / 観客数：

参加選手
高橋奈苗、夏樹☆たいよう、華名、堀田祐美子、植松寿絵、Ray、紫雷イオ、日向あずみ、倉垣翼、阿部幸江、井上貴子、さくらえみ、日高郁人、スペル・シーサー
- 4 PASSION〜前後裁断〜 / 2010年3月19日 / 東京・新木場1stRING / 観客数：300人（満員）

参加選手
高橋奈苗、夏樹☆たいよう、パッション・ホッティー、パッションRay、しもうま和美、風香、植松寿絵、中川ともか、アジャ・コング、田村欣子、水波綾、さくらえみ、日高郁人、澤宗紀
- 5 PASSION〜川崎一所懸命〜 / 2010年11月27日 / 神奈川・ラゾーナ川崎プラザソル / 観客数：220人（超満員）

参加選手
高橋奈苗、夏樹☆たいよう、パッション・ホッティー、しもうま和美、植松寿絵、田村欣子、宮崎有妃、花月、春山香代子、Leon、さくらえみ、藤本つかさ
- FOREVER PASSION〜一生青春〜 / 2014年5月24日 / 東京・新木場1stRING / 観客数：

参加選手
高橋奈苗、夏樹☆たいよう、パッション・ホッティー、Ray、脇澤美穂、紫雷イオ、世IV虎、宝城カイリ、彩羽匠、コグマ、コマンド・ボリショイ、里村明衣子、さくらえみ、帯広さやか、藤本つかさ、日高郁人、中西百重